# أمين أباد (دشتابي الشرقي)
أمین أباد (بالفارسية: امین‌آباد) هي مستوطنة تقع في إيران في قسم دشتابي الشرقي الريفي. يقدر عدد سكانها بـ 26 نسمة .